# Klaus Pagh
Klaus Pagh (Hørsholm, 29 de julio de 1935 - Hellerup, 8 de diciembre de 2020) fue un actor y cineasta danés. 

## Carrera artística
Apareció en 32 películas entre 1956 y 2001, entre las que destacan las comedias Soldaterkammerater rykker ud (1959), Me and the Mafia (1973), Sunstroke at the Beach Resort (1973, también director) y Girls at Arms 2 (1976); y los dramas Amour (1970) y Kira's Reason: A Love Story (2001), una de sus últimas apariciones en el cine danés.
Pagh falleció el 8 de diciembre de 2020 a los ochenta y cinco años.

## Filmografía destacada

### Cine
- Kira's Reason: A Love Story (2001)
- Girls at Arms 2 (1976)
- Me and the Mafia (1973)
- Sunstroke at the Beach Resort (1973, también director)
- Amour (1970)
- Soldaterkammerater rykker ud (1959)